# Bahnhof Nancy-Ville
Der Bahnhof Nancy-Ville (bis 1924: Nancy-Saint-Jean) ist der wichtigste Bahnhof der Stadt Nancy in Frankreich.

## Geografische Lage
Der Bahnhof liegt bei Streckenkilometer 352,431 der Bahnstrecke Paris–Strasbourg. Weitere Strecken, die auf den Knoten Nancy zulaufen, sind die Bahnstrecke Frouard–Novéant, die Bahnstrecke Jarville-la-Malgrange–Mirecourt und historisch die heute stillgelegte Bahnstrecke Champigneulles–Sarralbe. Diese führen allerdings nicht in den Bahnhof Nancy-Ville, sondern münden bereits vorher in die Strecke Paris–Straßburg.
Der Bahnhof markiert die westliche Grenze des Stadtzentrums von Nancy. Von Anfang an gab es Probleme mit der Fläche, die zu klein war. Besonders bemerkbar macht sich das an der Nordausfahrt, wo die Gleise in Richtung Paris in einem Einschnitt verlaufen.

## Geschichte

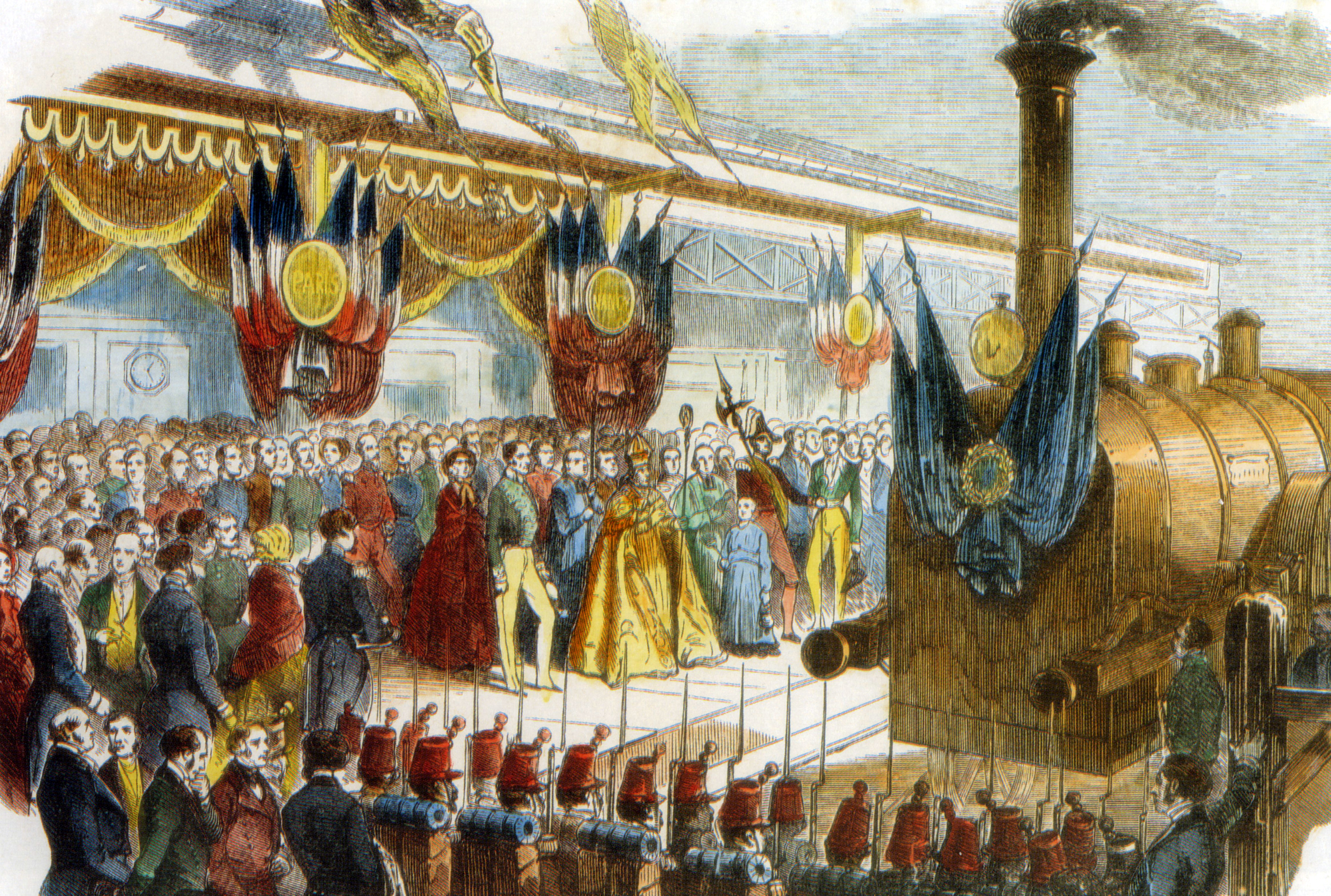
Eröffnung der Eisenbahn nach Nancy

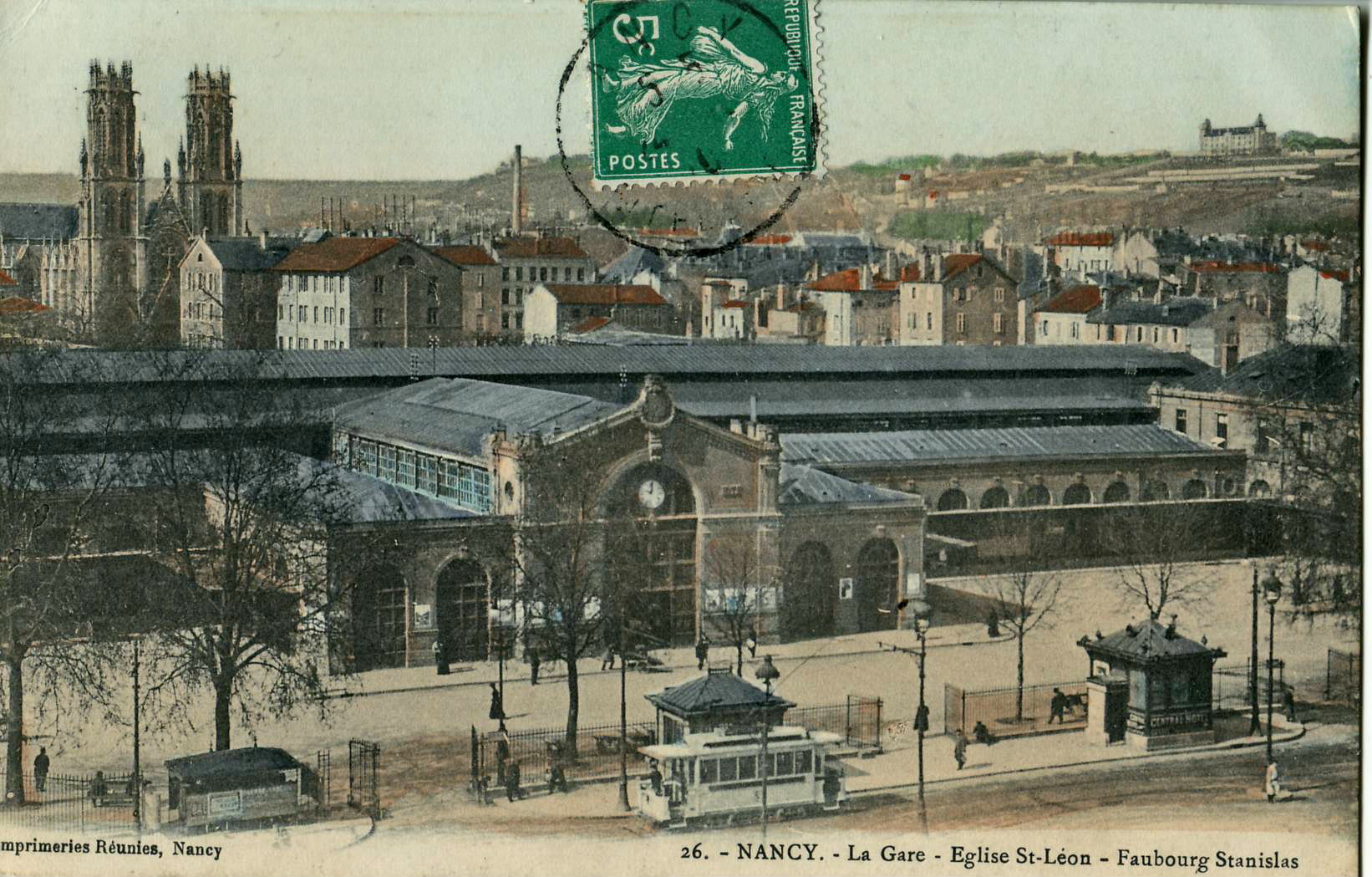
Bahnhof vor 1914

Die erste Bahn, die von Nancy aus in Betrieb ging, war die am 10. Juli 1850 eröffnete Verbindung nach Metz. Das Empfangsgebäude war zunächst eine provisorische, eingeschossige Konstruktion aus Holz. Gegen die örtliche Presse, die eine Überfremdung fürchtete, setzte sich der Stadtrat damit durch, dass auch die Trasse Paris–Straßburg auch über Nancy geführt wurde, indem er eine halbe Million Francs dafür zahlte. Der Betrieb dieser Strecke wurde 1852 aufgenommen.
Nach dem Bau von Zweigstrecken musste der Bahnhof um 1876 vergrößert werden. Inzwischen war die Französische Ostbahn Eigentümerin der Anlage.
1931 wurde geplant, das Empfangsgebäude durch einen Neubau zu ersetzen, was sich aber als zu teuer erwies. Seit 1938 gehört der Bahnhof zur neu gegründeten SNCF und wurde 1938/1939 modernisiert, ebenso 1974/1975.

Am 6. November 2002 starben kurz vor dem Bahnhof Nancy-Ville zwölf Menschen, als ein Schlafwagen der DB AutoZug GmbH, der von Paris nach München unterwegs war, in Brand geriet. 
2006 erhielt der Bahnhof ein komplett neues Stellwerk, dessen Zuständigkeit sich seit 2011 auch auf den Bahnhof Jarville-la-Malgrange erstreckt.
Die Betriebsaufnahme der Schnellfahrstrecke LGV Est européenne am 10. Juni 2007 schloss auch den Bahnhof Nancy-Ville an den Eisenbahn-Schnellverkehr an und halbierte die Fahrzeit zwischen Paris und Nancy auf eineinhalb Stunden.

## Empfangsgebäude

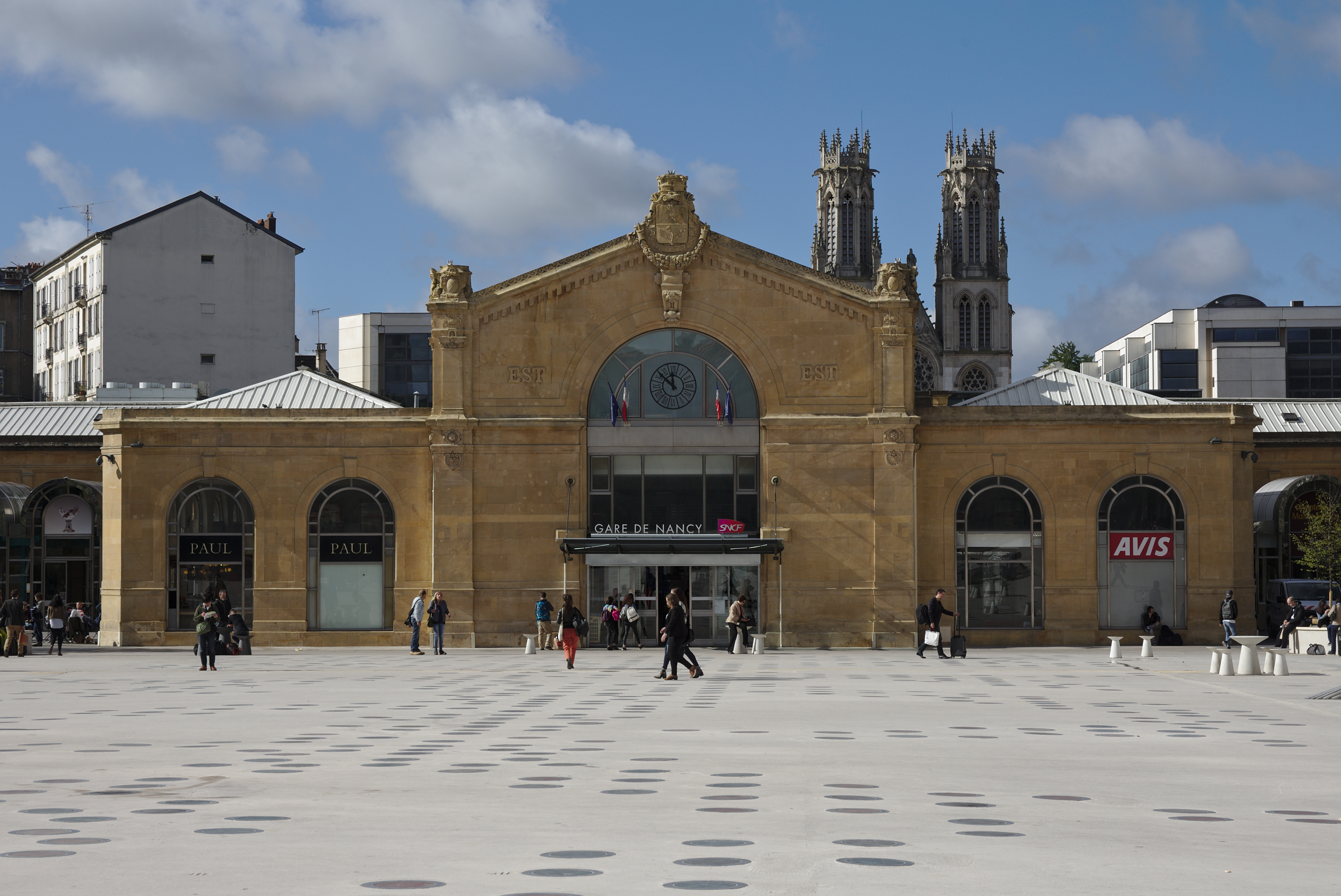
Ansicht von der Place Thiers

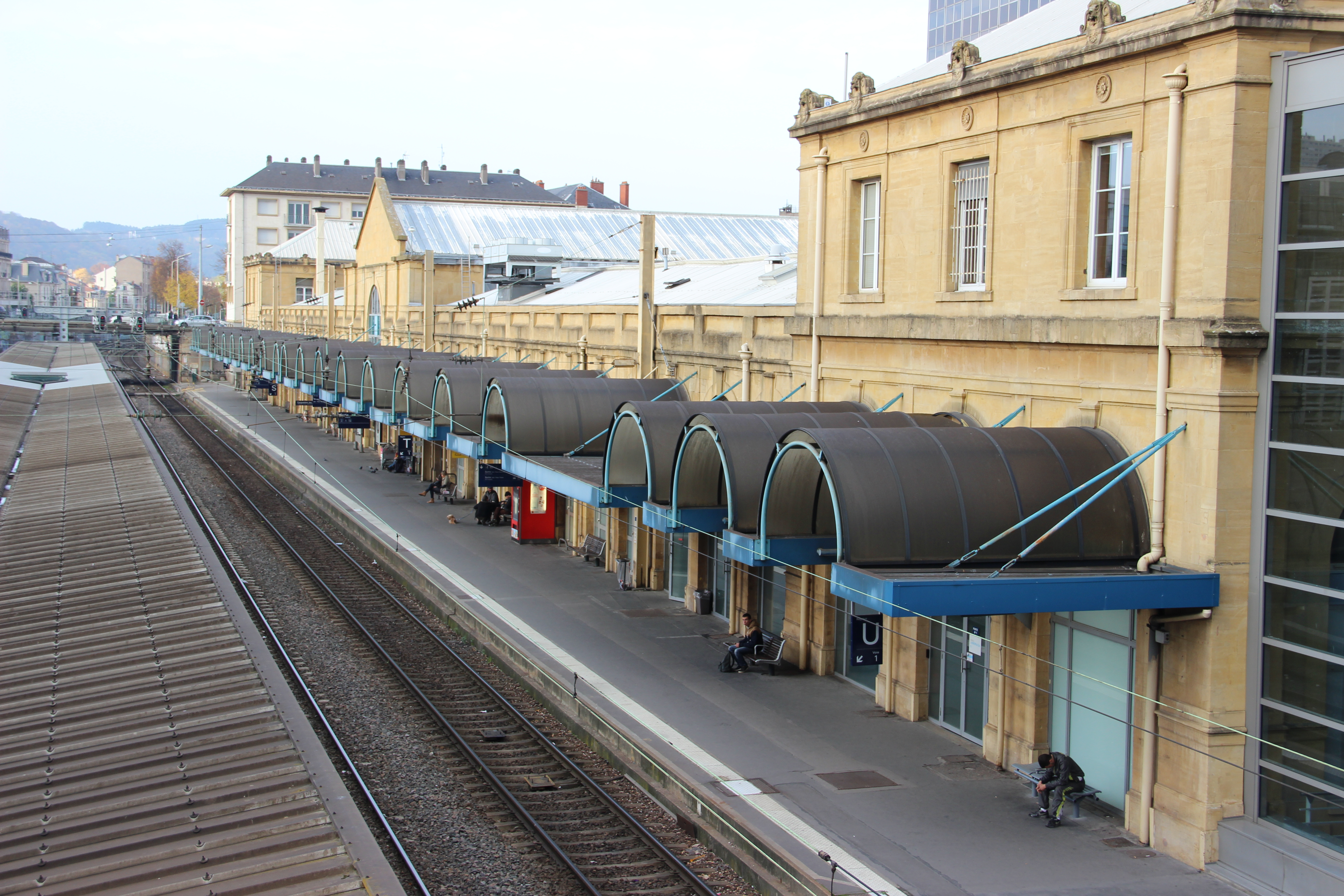
Bahnsteigseite des Empfangsgebäudes

1853 wurde der Architekt Charles-François Chatelain mit dem Bau des Empfangsgebäudes beauftragt, das 1856 fertiggestellt wurde. Das provisorische, erste Empfangsgebäude wurde anschließend niedergelegt.
Der heutige Bahnhof hat drei Haupteingangsbereiche:
- Das historische Empfangsgebäude des 19. Jahrhunderts, das sich zur Place Thiers hin öffnet. Es wurde 2007 komplett renoviert;
- die auf der gegenüberliegenden Seite der Gleise liegende Halle Saint-Léon die sich zum gleichnamigen Platz in Richtung Westen öffnet und 2002 gebaut wurde und
- eine 2008 nach Süden angebaute Halle, die sich zum Place de la République, zum Busbahnhof und zur Tramway de Nancy hin öffnet.

Eine unterirdische Galerie, verbindet das Parkhaus Thiers und die Halle im historischen Empfangsgebäude.

## Verkehr
Die Luxuszüge Orient-Express und Paris-Karlsbad-Express hielten im Bahnhof von Nancy.
Vor der COVID-19-Pandemie in Frankreich frequentierten knapp acht Millionen Personen pro Jahr den Bahnhof.

## Wissenswert
Eine Passage in Christine Angots Roman Warum Brasilien? spielt am Bahnhof von Nancy, die entsprechende Szene der Film-Version (Pourquoi (pas) le Brésil?) wurde ebenfalls dort gedreht.